# Épiphanie Kanziza
Épiphanie Kanziza

Link zum Bild

Épiphanie Kanziza (* 1972) ist eine ruandische Politikerin. Sie ist seit 2020 Abgeordnete im Senat.

## Leben und Karriere
Kanziza ist Angehörige einer „historisch marginalisierten Gruppe“ (früher: Twa). Sie hat einen Bachelorabschluss in Internationalen Beziehungen. Nach dem Völkermord in Ruanda arbeitete sie 1995 als Außendienstmitarbeiter für die Internationale Rotkreuz- und Rothalbmond-Bewegung. Von 1996 bis 2004 unterrichtete sie an der Cyabayaga Primary School im Distrikt Nyagatare in der Ostprovinz und von 2005 bis 2008 an der Bibare Primary School im Distrikt Gatsibo, ebenfalls in der Ostprovinz. Von 2008 bis 2020 arbeitete sie als Sozialassistentin für die African Initiative for Mankind Progress Organization (AIMPO), die sich für „historisch marginalisierte Gruppen“ einsetzt, im Distrikt Musanze in der Nordprovinz und von 2012 bis 2020 zudem als Koordinatorin für die Women’s Organization for Promoting Unity (WOPU).
2020 ernannte Präsident Paul Kagame Kanziza in den Senat der 2019 begonnenen, dritten Legislaturperiode. Nach den Senatswahlen 2024 wurde sie erneut für die vierte bis 2029 laufende Legislaturperiode als Senatorin ernannt.